# Euparatettix barbifemuraoides
Euparatettix barbifemuraoides är en insektsart som beskrevs av Deng, W.-a., Z. Zheng och Qin 2008. Euparatettix barbifemuraoides ingår i släktet Euparatettix och familjen torngräshoppor. Inga underarter finns listade i Catalogue of Life.